# 1209. grenadirski polk (Wehrmacht)
1209. grenadirski polk (izvirno nemško 1209. Grenadier-Regiment; kratica 1209. GR) je bil pehotni polk Heera v času druge svetovne vojne.

## Zgodovina
Polk je bil ustanovljen 9. oktobra 1944 kot sestavni del 159. pehotne divizije iz ostankov 9. rezervnega grenadirskega polka; uničen je bil februarja 1945 v Alzaciji.